# TBU (航空機)
TBU/TBY シーウルフ
TBY-2 シーウルフ
- 用途：雷撃機
- 分類：艦上攻撃機
- 製造者：ヴォート社／コンソリデーテッド社
- 運用者： アメリカ合衆国（アメリカ海軍）
- 初飛行：1941年12月22日
- 生産数：180機
- 生産開始：1943年9月6日
- 運用開始：1945年4月
- 運用状況：退役

TBU シーウルフ（TBU Seawolf:タイセイヨウオオカミウオの意）は第二次世界大戦の後期にヴォート社が開発した艦上攻撃機である。
なお、量産発注時にはヴォート社ではF4Uの生産で工場に余裕がなかったため、生産はコンソリデーテッド社に移管された。そのため、名称はTBUからTBYに改められている。

## 開発
1939年3月にアメリカ海軍は、当時主力艦上攻撃機だったTBDデヴァステイターの後継機の開発を航空メーカー各社に要求した。この要求に応じた各社の機体案からヴォート社とグラマン社の案が選ばれ、それぞれXTBU-1、XTBF-1として試作発注を受けた。XTBU-1の第1号機は1941年12月22日に初飛行に成功した。
試作機はグラマン社が開発したXTBF（のちのTBF アヴェンジャー）よりも遅れて初飛行したが、XTBFに比べて大馬力のエンジンを搭載したこともあってXTBFを大きく凌ぐ性能を示し、XTBFに先んじて採用が決定された。

## 生産・運用
XTBU-1は1941年末に初飛行し、各種試験の結果も良好であったが、性能面ではグラマンのXTBF-1を上回っていたにもかかわらず、TBU-1として発注を受けたのは1943年9月になってからのことであった。これは量産型として試作型の細かな点を改良することに手間取ったことと、この時ヴォート社はF4U戦闘機の生産で手一杯だったことから、TBUの生産に廻すラインの都合がつけられなかったためである。
このため、翼内機銃の追加・AN/ASP-4レーダーの装備・HVARランチャー及び翼下兵装パイロンの増設・エンジンのR-2800-20への換装 といった改良がなされると共に生産はコンソリデーテッド社に移管され、名称もTBY-2となった。この時には既にライバルのTBFは大量生産され続々と実戦配備されており、本機の活躍の場が制限されるのは明白な状態であった。
XTBUの発注が遅れた最大の理由は、搭載したR-2800エンジンが当時の主力戦闘機として大量生産を実施していたグラマン社のF6FやTBUと同じヴォート社の設計したF4Uと同じであったため、本機にまでエンジンを供給する余裕がなかったためである。また、離着艦必要距離が長く、従来型の翼折り畳み方式のために小型空母での運用が困難な本機と違い、TBFはカタパルトによる発艦を前提とした設計とし、主翼の折り畳み方式を工夫して小型の護衛空母への搭載が容易であることなど実用面で優れており、生産も順調だったことから、海軍ではこれ以上新機種を採用して生産することに消極的だったことも発注遅延の要因だった。
TBY-2としては1100機の発注を受けたが、コンソリデーテッド社もB-24爆撃機の生産を初めとして生産能力に余裕がなかったため、TBYの生産は1943年にコンソリデーテッド社と合併してコンヴェア社となった旧ヴァルティー社の工場で行われることとなった。しかし、ヴァルティー社は大型の艦上機を生産した経験がなかったために生産がはかどらず、生産第1号機が海軍に引き渡されたのは1944年11月になってのことであった。その後も生産は遅々として進まず、1945年9月までに180機が完成したが、太平洋戦争終結により以降の発注分はキャンセルとなった。
部隊配備は1945年4月から開始され、海軍第97雷撃航空隊（VT-97）が本機を受領し部隊編成が行われたが、慣熟訓練中に太平洋戦争が終結したため対日戦には参加することなく終わった。戦後は、陸上基地において雑用機として用いられた。

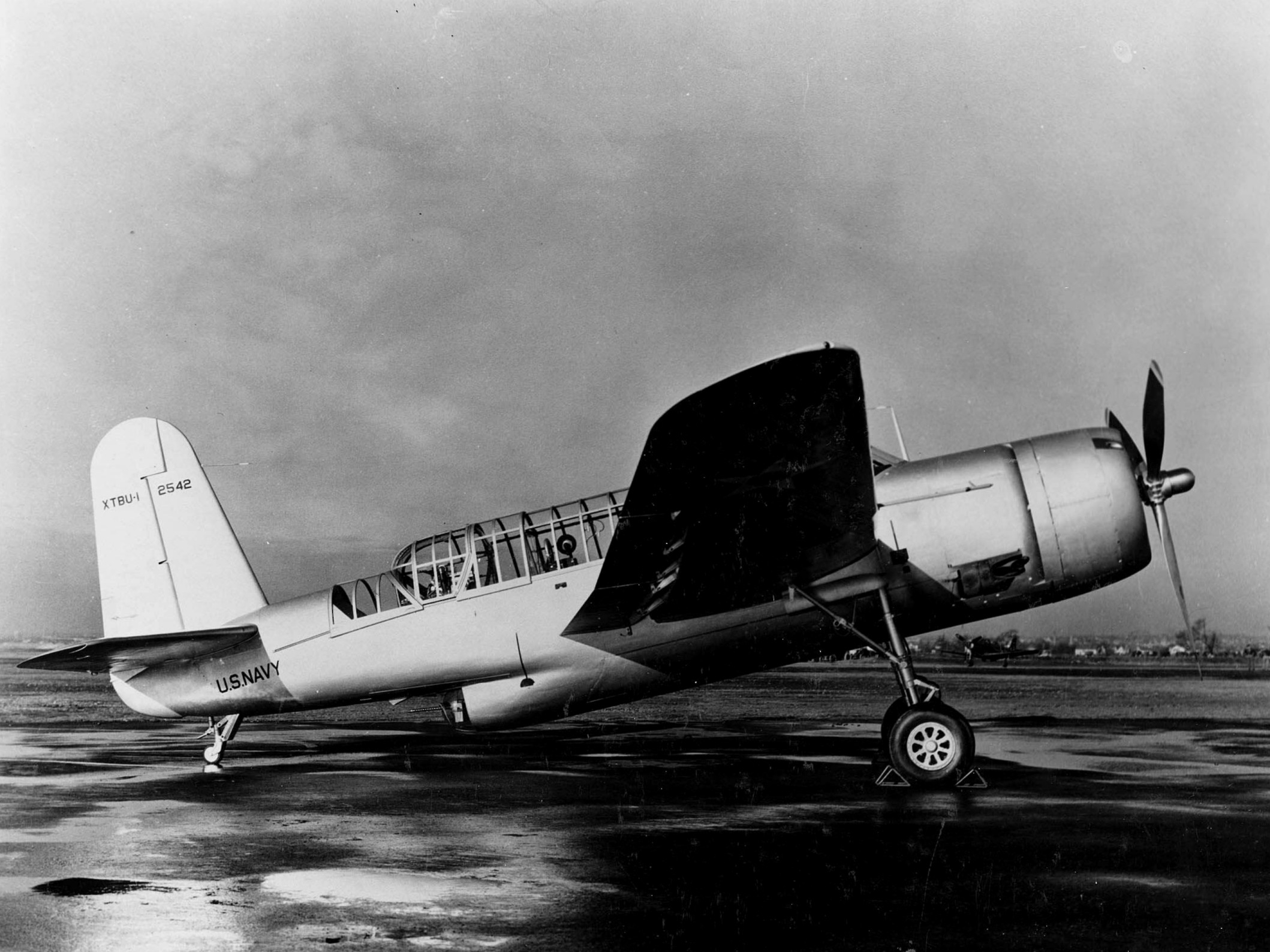
試作型 XTBU-1 （1941年12月20日の撮影）
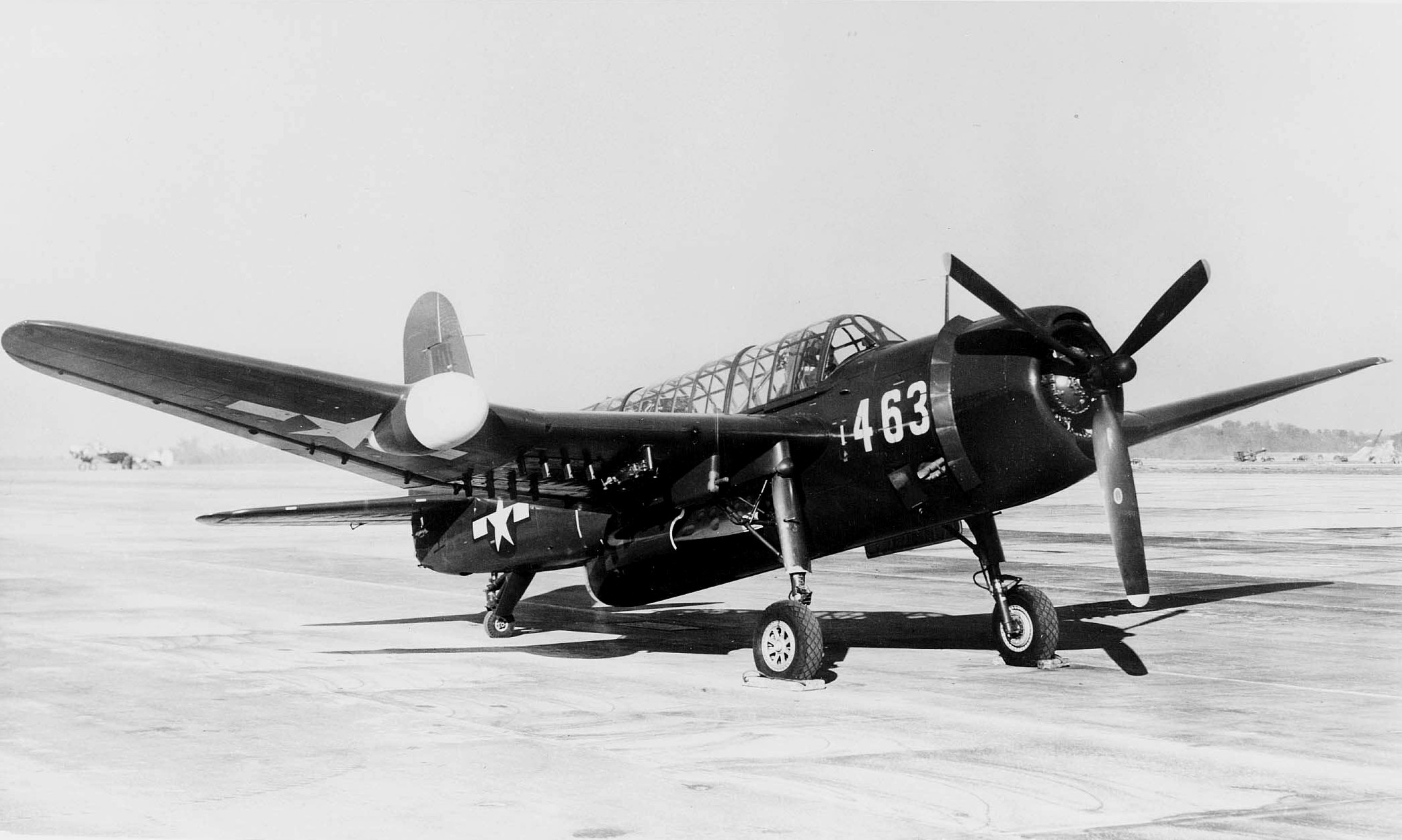
コンソリーテッド TBY-2 右翼（手前側）の円形のものがAN/APS-4レーダー

TBUとTBFはF4UとF6Fに類似した関係であったが、F4Uと違い、TBUが戦後も長く使われる事はなかった。TBUは、高性能機が必ずしも成功するとは限らない、といういくつかの例のうちの一つである。

## 構成
TBUは胴体中央部に爆弾倉を持つ中翼の単葉機で、機体の規模はライバルであるXTBF-1とほぼ同じであり、機内に兵装庫を設置し主兵装を収納式とした点、後方に向けて電動式の防御銃座を持つ点や機腹部後端に後下方向けの防御機銃を持つ点などもTBFと同様であるが、エンジン直径に合わせて胴体をデザインしたため、TBFに比べてスリムな外観となった。空力的に有利な細身の機体に強力なP&W R-2800（2000hp）を搭載し、速度・上昇性能等多くの面でXTBF-1を上回る性能を示した。
反面、外翼部を単純に上方へ跳ね上げる主翼折畳み方式や高い垂直尾翼から小型の空母での運用には制限があり、機体重量がTBFよりも重いために離着艦にも若干長い距離を必要とした。また、細身の機体であるために着艦時に機尾のフックを空母甲板上の制動索に引き掛けるのが難しい、という評価があった。主脚は後方に引き込む方式を採用していたが、これはカタパルトによる発艦に際しては強度的な不利を生じる事となった。

## スペック
| 機体名       | TBY-2                                                                          | TBY-2                                                                          | TBY-2                                                                          |
| ------------ | ------------------------------------------------------------------------------ | ------------------------------------------------------------------------------ | ------------------------------------------------------------------------------ |
| 全長         | 39ft 2.25in (11.94m)                                                           | 39ft 2.25in (11.94m)                                                           | 39ft 2.25in (11.94m)                                                           |
| 全幅         | 56ft 11.16in (17.35m) → 27ft 6in (8.38m) ※主翼折り畳み時                       | 56ft 11.16in (17.35m) → 27ft 6in (8.38m) ※主翼折り畳み時                       | 56ft 11.16in (17.35m) → 27ft 6in (8.38m) ※主翼折り畳み時                       |
| 全高         | 15ft 6in (4.72m) → 17ft (5.18m) ※主翼折り畳み時                                | 15ft 6in (4.72m) → 17ft (5.18m) ※主翼折り畳み時                                | 15ft 6in (4.72m) → 17ft (5.18m) ※主翼折り畳み時                                |
| 翼面積       | 440ft2 (40.88m2)                                                               | 440ft2 (40.88m2)                                                               | 440ft2 (40.88m2)                                                               |
| 空虚重量     | 11,366lbs (5,156kg)                                                            | 11,366lbs (5,156kg)                                                            | 11,366lbs (5,156kg)                                                            |
| エンジン     | Pratt & Whitney R-2800-22 (2,100Bhp) ×1                                        | Pratt & Whitney R-2800-22 (2,100Bhp) ×1                                        | Pratt & Whitney R-2800-22 (2,100Bhp) ×1                                        |
| 武装         | AN/M2 12.7mm機関銃×4(前方固定×3及び旋回銃塔×1) + AN/M2 7.62mm機関銃 腹部旋回×1 | AN/M2 12.7mm機関銃×4(前方固定×3及び旋回銃塔×1) + AN/M2 7.62mm機関銃 腹部旋回×1 | AN/M2 12.7mm機関銃×4(前方固定×3及び旋回銃塔×1) + AN/M2 7.62mm機関銃 腹部旋回×1 |
| ミッション   | TORPEDO                                                                        | BOMBER(1)                                                                      | BOMBER(2)                                                                      |
| 離陸重量     | 18,940lbs (8,591kg)                                                            | 18,621lbs (8,446kg)                                                            | 17,760lbs (8,056kg)                                                            |
| 戦闘重量     | 17,491lbs (7,934kg)                                                            | 18,621lbs (8,446kg)                                                            | 17,760lbs (8,056kg)                                                            |
| 搭載燃料     | 離陸重量：517gal (1,957ℓ) 戦闘重量：317gal (1,200ℓ)                            | 離陸重量：317gal (1,200ℓ) 戦闘重量：317gal (1,200ℓ)                            | 離陸重量：517gal (1,957ℓ) 戦闘重量：517gal (1,957ℓ)                            |
| 携行装備     | MK13魚雷×1                                                                     | 1,600lbs爆弾×2                                                                 | 500lbs爆弾×2 + 100galタンク×2                                                  |
| 最高速度     | 312mph/17,700ft (502km/h 高度5,395m)                                           | 301mph/19,400ft (484km/h 高度5,913m)                                           | 280mph/19,300ft (450km/h 高度5,883m)                                           |
| 上昇能力     | 1,770ft/m (8.99m/s)                                                            | 1,150ft/m (5.84m/s)                                                            | 1,210ft/m (6.15m/s)                                                            |
| 実用上昇限度 | 29,400ft (8,961m)                                                              | 28,200ft (8,595m)                                                              | 28,500ft (8,687m)                                                              |
| 航続距離     | 1,445st.mile (2,326km)                                                         | 970st.mile (1,561km)                                                           | 1,525st.mile (2,454km)                                                         |
| ミッション   | SCOUT                                                                          | ROCKET                                                                         | CLEAN                                                                          |
| 離陸重量     | 16,737lbs (7,592kg)                                                            | 18,214lbs (8,262kg)                                                            | 15,000lbs (6,804kg)                                                            |
| 戦闘重量     | 15,288lbs (6,935kg)                                                            | 18,214lbs (8,262kg)                                                            | 15,000lbs (6,804kg)                                                            |
| 搭載燃料     | 離陸重量：517gal (1,957ℓ) 戦闘重量：317gal (1,200ℓ)                            | 離陸重量：317gal (1,200ℓ) 戦闘重量：317gal (1,200ℓ)                            | 離陸重量：317gal (1,200ℓ) 戦闘重量：317gal (1,200ℓ)                            |
| 携行装備     | ―                                                                              | MK13魚雷×1 + A.R.×8                                                            | ―                                                                              |
| 最高速度     | 316mph/17,700ft (509km/h 高度5,395m)                                           | 290mph/19,400ft (467km/h 高度5,913m)                                           | 322mph/17,700ft (518km/h 高度5,395m)                                           |
| 上昇能力     | 2,160ft/m (10.97m/s)                                                           | 1,190ft/m (6.05m/s)                                                            | 2,220ft/m (11.28m/s)                                                           |
| 実用上昇限度 | 31,800ft (9,693m)                                                              | 28,200ft (8,595m)                                                              | ―                                                                              |
| 航続距離     | 1,615st.mile (2,599km)                                                         | 928st.mile (1,493km)                                                           | ―                                                                              |